# Gassi Touil
Gassi Touil é um grande campo de gás natural localizado na região do Grande Erg Oriental, no Deserto do Saara, Argélia, dentro da comuna de Hassi Messaoud. É uma parte afastada da Bacia de Berkine, uma região da Bacia de Gadamés que se estende pela Tunísia. A superfície é dominada por campos de  extensas dunas de areia.
Gassi Touil é o local de um grande projeto de desenvolvimento de gás natural liquefeito, em que o gás natural extraído do campo de Gassi Touil será canalizada para uma planta de liquefação no Djedid. O projeto foi desenvolvido inicialmente por empresas espanholas Repsol e Gas Natural, mas seu contrato foi rescindido em 2007 pela empresa petrolífera estatal argelina Sonatrach, que foi escolhida para prosseguir o projeto por conta própria.
No dia 6 de novembro de 1961, um poço de gás estourou em Gassi Touil, se tornando conhecido como Acendedor de Cigarros do Diabo. Foi finalmente apagada em 28 de abril de 1962 pelo bombeiro Red Adair.
O campo também produz petróleo, descoberto pela primeira vez em 1961, dos trinta e oito poços a partir de 2008.